# LAN messenger
LAN messenger je program sloužící pro instant messaging, navržený pro použití v lokální síti (LAN).
Většina LAN messengerů nabízí základní funkce pro posílání zpráv, přenos souborů, chatroomy a grafické smajlíky. Výhodou jednoduchého LAN messengeru oproti běžným instant messengerům je fakt, že ke své funkci nepotřebuje připojení k internetu nebo k centrálnímu serveru a pouze lidé uvnitř firewallu budou mít přístup k tomuto systému.

## Historie
Předchůdcem LAN messengerů je program Unix talk a podobné programy na starších systémech, které umožňovali více uživatelům komunikovat mezi sebou na jednom systému.
Novell NetWare obsahoval triviální chat program pro komunikaci mezi lidmi se systémem DOS, za použití sady protokolů IPX/SPX. NetWare for Windows navíc obsahoval broadcastové a cílené zprávy podobné WinPopup a Windows Messenger service.
Na operačním systému Windows byla od verze Windows 3.11 utilita WinPopup. WinPopup používá protokoly SMB/NetBIOS a byl vytvořen pro přijímání a odesílání krátkých zpráv.
Windows NT/2000/XP vylepšil tuto funkcionalitu pomocí Windows Messenger service, službou kompatibilní s WinPopup. Na systémech s touto službou spuštěnou, se přijaté zprávy zobrazí (vyskočí, "pop up") jako jednoduché okno se zprávou. Jakýkoliv software kompatibilní s WinPopup, jako konzolová aplikace NET SEND, může odesílat tyto zprávy. Nicméně, kvůli bezpečnostním problémům je tato služba standardně vypnutá na Windows XP SP2 a blokovaná firewallem.
Na počítačích od firmy Apple se systémem OS X aplikace iChat dovoluje posílání zpráv přes LAN (LAN messaging) pomocí protokolu Bonjour od roku 2005. Multiprotokolový messenger Pidgin podporuje Bonjour protokol i na systémech Windows.